# Матвеев, Игорь Николаевич
И́горь Никола́евич Матве́ев (1936 — 1982) — советский учёный в области лазерной техники, доктор технических наук (1976), лауреат Ленинской премии (1980), Государственной премии СССР (1976), заслуженный изобретатель РСФСР (1970).

## Биография
После окончания института работал в ОКБ «Вымпел» в отделе по разработке лазерной техники (отдел № 56).
В 1969 г. на базе их подразделения создано Центральное конструкторское бюро «Луч», позднее переименованное в ЦКБ «Астрофизика» (с 1978 г. — НПО «Астрофизика»).
С 1976 г. первый заместитель генерального директора — генерального конструктора НПО. По совместительству — доцент, затем профессор МАИ. Доктор технических наук (1976).
В конце марта 1982 г. на бытовой почве убит одним из знакомых, с которым прежде состоял в дружеских отношениях.

## Публикации
- Лазерная локация / [И. Н. Матвеев и др.]; под ред. Н. Д. Устинова. — Москва : Машиностроение, 1984. — 271 с. : ил., табл. — Авторы указаны на обороте титульного листа. — Библиография: с.266-269.
- Методы обработки оптических полей в лазерной локации / Н. Д. Устинов, И. Н. Матвеев, В. В. Протопопов; под общ. ред. Н. Д. Устинова. — Москва : Наука, 1983. — 272 с. ; 21 см. — Библиогр.: с. 266—269. — Загл. на корешке не указано. — 2550 экз..
- Адаптация в информационных оптических системах [Текст] / [И. Н. Матвеев и др.]; под ред. Н. Д. Устинова. — Москва : Радио и связь, 1984. — 343 с. : ил. — (в пер.)